# Lijst van rijksmonumenten in Eckelrade
De plaats Eckelrade telt 21 inschrijvingen in het rijksmonumentenregister. Hieronder een overzicht.
| Object | Oorspronkelijke functie? | Bouwjaar                           | Architect | Locatie               | Coördinaten?                  | Nr.?   | Afbeelding |
| --- | ------------------------ | ---------------------------------- | --------- | --------------------- | ----------------------------- | ------ | --- |
| Hoeve Hemersbach | Boerderij                | 1748 en later                      |           | Eckelraderweg 12      | 50° 48' 14" NB, 5° 45' 33" OL | 18211  | Hoeve Hemersbach |
| Hoeve Hemersbach | Onderdeel woningen e.d.  | 1750 - tweede helft 19e eeuw       |           | Eckelraderweg 14      | 50° 48' 14" NB, 5° 45' 31" OL | 18212  | Meer afbeeldingen |
| Hoeve van baksteen en mergel om gesloten binnenplaats. In topgevel aan de straat een beeldnisje                                                       | Boerderij                | tweede helft 19e eeuw              |           | Dorpsstraat 64        | 50° 47' 46" NB, 5° 46' 2" OL  | 34662  | Meer afbeeldingen |
| Hoeve van mergel en vakwerk. Witgeverfd. Vensteromlijstingen van Naamse steen                                                                         | Boerderij                | 18e eeuw                           |           | Dorpsstraat 130       | 50° 48' 16" NB, 5° 45' 41" OL | 34663  | Meer afbeeldingen |
| Hoeve van mergel en vakwerk. Witgeverfd. Poort onder luifel                                                                                           | Boerderij                | 18e eeuw                           |           | Dorpsstraat 138       | 50° 48' 16" NB, 5° 45' 42" OL | 34664  | Hoeve van mergel en vakwerk. Witgeverfd. Poort onder luifel                                                                                           |
| Grote hoeve van mergel en vakwerk met gesloten binnenplaats. Aan de straat twee puntgevels. Vakwerkschuur                                             | Boerderij                | 17e eeuw tot eerste helft 19e eeuw |           | Dorpsstraat 23        | 50° 48' 20" NB, 5° 45' 44" OL | 34665  | Meer afbeeldingen |
| In 't Tribunaal | Boerderij                | 1723 (gevelsteen)                  |           | Dorpsstraat 140       | 50° 48' 17" NB, 5° 45' 43" OL | 34666  | Meer afbeeldingen |
| Hoeve van vakwerk, mergel en baksteen om gesloten binnenplaats. Twee puntgevels, resp. van mergel en van vakwerk. Segmentboogvensters in Naamse steen | Boerderij                |                                    |           | Dorpsstraat 148       | 50° 48' 26" NB, 5° 46' 32" OL | 34667  | Hoeve van vakwerk, mergel en baksteen om gesloten binnenplaats. Twee puntgevels, resp. van mergel en van vakwerk. Segmentboogvensters in Naamse steen |
| Hoeve van mergel en vakwerk om gesloten binnenplaats. Huis van mergel met lateiboogvensters in Naamse steen                                           | Boerderij                | eerste helft 19e eeuw              |           | Dorpsstraat 51        | 50° 48' 22" NB, 5° 45' 47" OL | 34668  | Meer afbeeldingen |
| Grote hoeve van baksteen, mergel en vakwerk om gesloten binnenplaats. Aan de straat twee gepleisterde puntgevels. Segmentboogvensters in Naamse steen | Boerderij                | tweede helft 18e eeuw              |           | Dorpsstraat 154       | 50° 48' 20" NB, 5° 45' 47" OL | 34669  | Meer afbeeldingen |
| Hoeve van vakwerk met binnenplaats. Straatfront vernieuwd                                                                                             | Boerderij                | 18e eeuw                           |           | Dorpsstraat 83        | 50° 48' 58" NB, 5° 45' 48" OL | 34670  | Meer afbeeldingen |
| Vakwerkhoeve met binnenplaats. Aan de straat een puntgevel van mergel. Segmentboogvensters in Naamse steen                                            | Boerderij                | 18e eeuw                           |           | Dorpsstraat 113       | 50° 48' 26" NB, 5° 46' 16" OL | 34671  | Meer afbeeldingen |
| Hoeve om gesloten binnenplaats; van baksteen en met resten van vakwerk                                                                                | Boerderij                | 1854 (ankers)                      |           | Dorpsstraat 42        | 50° 48' 22" NB, 5° 45' 53" OL | 34672  | Meer afbeeldingen |
| Eenvoudig bakstenen huis | Woonhuis                 | 19e eeuw                           |           | Dorpsstraat 68        | 50° 48' 22" NB, 5° 45' 59" OL | 34673  | Meer afbeeldingen |
| Hoeve om naar voren open binnenplaats | Boerderij                | 1735 (gevelsteen)                  |           | Dorpsstraat 74        | 50° 48' 22" NB, 5° 46' 0" OL  | 34674  | Meer afbeeldingen |
| Hoeve van baksteen, mergel en vakwerk om gesloten binnenplaats                                                                                        | Boerderij                | eerste helft 19e eeuw              |           | Dorpsstraat 150       | 50° 48' 26" NB, 5° 46' 27" OL | 34675  | Meer afbeeldingen |
| Sint-Bartholomeuskerk | Kerk en kerkonderdeel    | 13e eeuw en later                  |           | Klompenstraat 14      | 50° 48' 25" NB, 5° 45' 58" OL | 34676  | Meer afbeeldingen |
| Grote hoeve van mergel met gesloten binnenplaats | Boerderij                | tweede helft 18e eeuw en later     |           | Klompenstraat 19      | 50° 48' 26" NB, 5° 45' 60" OL | 34677  | Meer afbeeldingen |
| Bakstenen wegkapelletje met driezijdige sluiting | Gedenkteken              | eerste helft 19e eeuw              |           | Eckelraderweg bij 12A | 50° 48' 14" NB, 5° 45' 35" OL | 34679  | Meer afbeeldingen |
| Vakwerkhuis (gedeelte van voormalige boerderij) op L-vormige plattegrond, zonder verdieping en onder met rode Hollandse pannen gedekte zadeldaken     | Boerderij                | 18e eeuw                           |           | Dorpsstraat 148       | 50° 48' 26" NB, 5° 46' 32" OL | 46787  | Meer afbeeldingen |
| Gesloten boerderij in een Traditioneel-ambachtelijke bouwstijl                                                                                        | Boerderij                | ca. 1850                           |           | Dorpsstraat 82        | 50° 48' 23" NB, 5° 46' 3" OL  | 491732 | Meer afbeeldingen |